# Cầu hồn
Cầu hồn, gọi hồn (evocation hoặc conjuration) hay triệu hồi (summoning) là hành động kêu gọi hoặc triệu tập một linh hồn, ác quỷ, thần linh hoặc tác nhân siêu nhiên khác, trong chủ nghĩa bí truyền phương Tây (Western esotericism). Các thực hành so sánh tồn tại trong nhiều tôn giáo và truyền thống ma thuật và có thể sử dụng việc sử dụng các chất làm thay đổi tâm trí có và không có công thức từ ngữ được nói ra.

## Trong truyền thuyết bí ẩn phương Tây

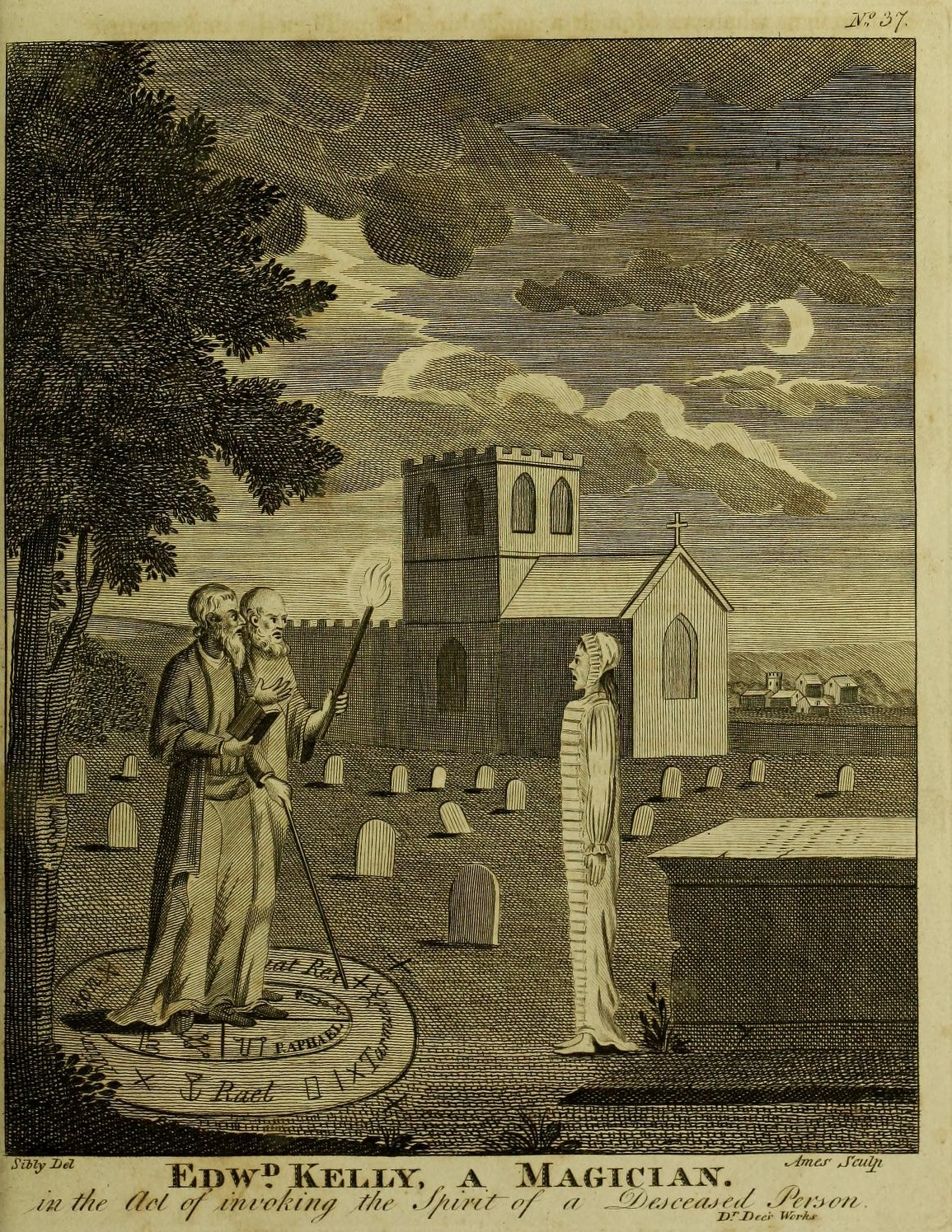
John Dee và Edward Kelley đang gọi mọt linh hồn

Từ evocatio trong tiếng Latinh là "kêu gọi" hoặc "triệu tập" của một vị thần bảo trợ (tutelary deity) của thành phố. Nghi thức được tiến hành trong một môi trường quân sự hoặc là một mối đe dọa trong một cuộc bao vây hoặc là kết quả của sự đầu hàng, và nhằm mục đích chuyển hướng sự ưu ái của thần từ thành phố đối lập sang phía La Mã, theo thông lệ với một lời hứa về một giáo phái ưu tú hơn hoặc một ngôi đền xa hoa hơn. Do đó, evocatio là một loại nghi thức né tránh để giảm thiểu việc cướp bóc các vật thể hoặc hình ảnh thiêng liêng từ các đền thờ mà nếu không thì sẽ là bất kính (sacrilegious) hoặc không tín ngưỡng (impious).

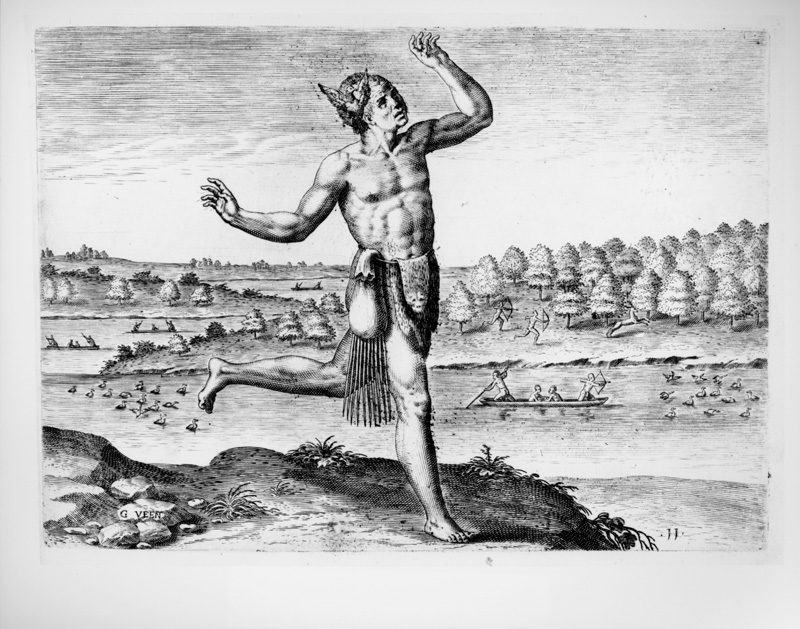
Một thổ dân da đỏ ở tác phẩm "Người gọi hồn" trong một bản khắc năm 1590

Việc kêu gọi các linh hồn là một thực tế tương đối phổ biến trong chủ nghĩa Neoplaton (Neoplatonism), phụng vụ và các hệ thống bí truyền khác của thời cổ đại. Trong chủ nghĩa bí truyền phương Tây đương đại, phép thuật của các cuốn sách ma thuật (grimoire) thường được xem là ví dụ cổ điển của ý tưởng này. Các hướng dẫn sử dụng như Chìa khóa lớn hơn của Vua Solomon, Chìa khóa nhỏ hơn của Solomon (hoặc Lem Groomon), Phép thuật Linh thiêng của Pháp sư Abramelin (the Sacred Magic of Abramelin the Mage) và nhiều người khác đã đưa ra những chỉ dẫn kết hợp sự sùng kính mãnh liệt với thần linh với việc triệu tập một cán bộ cố vấn tâm linh và sứ ma.
Việc gọi hồn trong cách sử dụng truyền thống và hiện đại nhất đề cập đến một hành động kỳ diệu là cầu khẩn linh hồn hoặc sử dụng thần chú hoặc bùa chú để sử dụng phép thuật. Trong bối cảnh của legerdemain, nó cũng có thể đề cập đến việc thực hiện ảo ảnh hoặc ảo thuật cho chương trình. Bài viết này thảo luận chủ yếu về cách sử dụng nguyên thủy chủ yếu, mô tả các hành vi có tính chất siêu nhiên hoặc huyền bí.
Việc gọi hồn (từ Latinh conjure, conjurare, đến "thề với nhau") có thể được diễn giải theo nhiều cách khác nhau: như một lời cầu khẩn (invocation) hoặc gợi lên (sau này theo nghĩa ràng buộc bởi một lời thề); như một lễ trừ tà; và như một hành động tạo ra hiệu ứng bằng các phương tiện phép thuật. Từ này thường được sử dụng đồng nghĩa với các thuật ngữ như "cầu khẩn" hoặc "gọi hồn" hoặc "triệu hồn", mặc dù nhiều tác giả thấy hữu ích khi duy trì một số khác biệt giữa các thuật ngữ này. Thuật ngữ "gọi hồn" cũng được sử dụng như một thuật ngữ chung để thực hiện phép thuật (casting spells) trong một số truyền thống phép thuật, chẳng hạn như Hoodoo. Trong bối cảnh đó, bùa hộ mệnh và talisman thường được giữ trong "túi gọi hồn" và "dầu gọi hồn" có thể được sử dụng để xức nến và các vật dụng ma thuật khác và do đó thấm nhuần chúng với sức mạnh ma thuật cụ thể.
Ngoài ra, thuật ngữ "conjuration" có thể được sử dụng để chỉ một hành động ảo tưởng hoặc legerdemain (ảo thuật), như trong việc thực hiện các trò ảo thuật để giải trí. Một người thực hiện phép thuật được gọi là người gọi hồn (conjurer hoặc conjuror). Từ này (dưới dạng kết hợp hoặc liên hợp) trước đây được sử dụng theo nghĩa Latin là "âm mưu" (conspiracy).